# Playoffs NBA 1967
Navigation
1966 1968
Les playoffs NBA 1967 sont les playoffs de la saison 1966-1967. Ils se terminent sur la victoire des 76ers de Philadelphie face aux Warriors de San Francisco quatre matches à deux lors des Finales NBA.

## Classements en saison régulière
| Champion de division | Qualifié pour les playoffs | Éliminé des playoffs |

| Division Est            | V  | D  | PCT  | GB |
| ----------------------- | -- | -- | ---- | -- |
| 76ers de Philadelphie C | 68 | 13 | 84.0 | -  |
| Celtics de Boston       | 60 | 21 | 74.1 | 8  |
| Royals de Cincinnati    | 39 | 42 | 48.1 | 29 |
| Knicks de New York      | 36 | 45 | 44.4 | 32 |
| Bullets de Baltimore    | 20 | 61 | 24.7 | 48 |

| Division Ouest            | V  | D  | PCT  | GB |
| ------------------------- | -- | -- | ---- | -- |
| Warriors de San Francisco | 44 | 37 | 54.3 | -  |
| Hawks de Saint-Louis      | 39 | 42 | 48.1 | 5  |
| Lakers de Los Angeles     | 36 | 45 | 44.4 | 8  |
| Bulls de Chicago          | 33 | 48 | 40.7 | 11 |
| Pistons de Détroit        | 30 | 51 | 37.0 | 14 |

C - Champions NBA

## Tableau
|  | Demi-finales de Division | Demi-finales de Division  | Demi-finales de Division |                           |   | Finales de Division       | Finales de Division | Finales de Division |  |  | Finales NBA | Finales NBA           | Finales NBA |
|  |                          |                           |                          |                           |   |                           |                     |                     |  |  |             |                       |             |
|  | 1                        | 76ers de Philadelphie     | 3                        |                           |   |                           |                     |                     |  |  |             |                       |             |
|  | 3                        | Royals de Cincinnati      | 1                        |                           |   |                           |                     |                     |  |  |             |                       |             |
|  | 3                        | Royals de Cincinnati      | 1                        |                           | 1 | 76ers de Philadelphie     | 4                   |                     |  |  |             |                       |             |
|  | Division Est             |                           |                          |                           | 1 | 76ers de Philadelphie     | 4                   |                     |  |  |             |                       |             |
|  |                          |                           | 2                        | Celtics de Boston         | 1 |                           |                     |                     |  |  |             |                       |             |
|  | 2                        | Celtics de Boston         | 2                        | Celtics de Boston         | 1 | 3                         |                     |                     |  |  |             |                       |             |
|  | 2                        | Celtics de Boston         |                          |                           |   | 3                         |                     |                     |  |  |             |                       |             |
|  | 4                        | Knicks de New York        | 1                        |                           |   |                           |                     |                     |  |  |             |                       |             |
|  |                          |                           |                          |                           |   |                           |                     |                     |  |  | E1          | 76ers de Philadelphie | 4           |
|  |                          |                           | O1                       | Warriors de San Francisco | 2 |                           |                     |                     |  |  |             |                       |             |
|  | 1                        | Warriors de San Francisco | 3                        |                           |   |                           |                     |                     |  |  |             |                       |             |
|  | 3                        | Lakers de Los Angeles     | 0                        |                           |   |                           |                     |                     |  |  |             |                       |             |
|  | 3                        | Lakers de Los Angeles     | 0                        |                           | 1 | Warriors de San Francisco | 4                   |                     |  |  |             |                       |             |
|  | Division Ouest           |                           |                          |                           | 1 | Warriors de San Francisco | 4                   |                     |  |  |             |                       |             |
|  |                          |                           | 2                        | Hawks de Saint-Louis      | 2 |                           |                     |                     |  |  |             |                       |             |
|  | 2                        | Hawks de Saint-Louis      | 2                        | Hawks de Saint-Louis      | 2 | 3                         |                     |                     |  |  |             |                       |             |
|  | 2                        | Hawks de Saint-Louis      |                          |                           |   | 3                         |                     |                     |  |  |             |                       |             |
|  | 4                        | Bulls de Chicago          | 0                        |                           |   |                           |                     |                     |  |  |             |                       |             |